# Alê Abreu

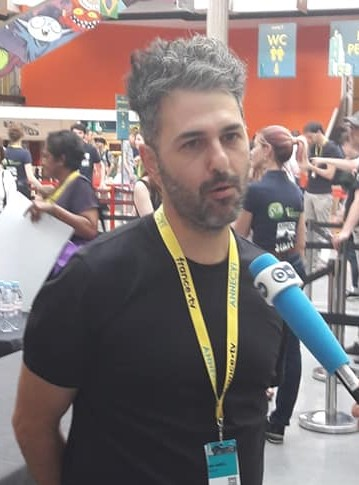
Alê Abreu, 2018

Alê Abreu (* 6. März 1971 in São Paulo, Brasilien) ist ein brasilianischer Filmregisseur und Drehbuchschreiber.

## Leben
1993 veröffentlichte Alê Abreu seinen Debütkurzfilm Sírius auf dem Filmfestival Anima Mundi. Es war der einzige Zeichentrickfilm in diesem Jahr. Der Film gewann die Kategorie „Bester Film“ beim Festival de Cine para Niños y Jovenes und wurde auf dem São Paulo International Film Festival sowie dem Hiroshima Kokusai Animation Festival gezeigt. 1998 folgte mit Espantalho sein zweiter Kurzanimationsfilm. Er gewann den dritten Platz beim Anima Mundi und den Regiepreis (Animation) beim  Brazilian Film Festival of Miami.  Außerdem war er beim ersten Grande Prêmio Cinema Brasil in der Kategorie Zeichentrickfilm nominiert. Sein Debüt-Langfilm folgte 2007 mit Garoto Cósmico. 2013 erschien Der Junge und die Welt. Der Film hatte seine Premiere auf dem Ottawa International Animation Festival. Für diesen Film erhielt er den Filmpreis für Kinderrechte des Unabhängigen FilmFest Osnabrücks sowie bei der Oscarverleihung 2016 seine erste Oscar-Nominierung in der Kategorie Bester animierter Spielfilm.

## Filmografie
- 1993: Sírius (Kurzfilm)
- 1998: Espantalho (Kurzfilm)
- 2007: Passo (Kurzfilm)
- 2007: Garoto Cósmico
- 2013:  Der Junge und die Welt (O Menino e o Mundo)